# Adam Babul
Adam Babul (ur. 1 września 1955 w Białymstoku) – polski rolnik i polityk, poseł na Sejm X kadencji.

## Życiorys
Ukończył w 1979 studia w Szkole Głównej Gospodarstwa Wiejskiego w Warszawie, uzyskując tytuł zawodowy magistra inżyniera zootechnika. Należał do Zjednoczonego Stronnictwa Ludowego, był zastępcą członka Naczelnego Komitetu oraz członkiem Wojewódzkiego Komitetu, z jego ramienia został radnym Wojewódzkiej Rady Narodowej w Białymstoku.
W 1989 uzyskał mandat posła na Sejm kontraktowy, został wybrany w okręgu białostockim z puli ZSL. Na koniec kadencji był członkiem Klubu Poselskiego Polskiego Stronnictwa Ludowego. Zasiadał w Komisji Rolnictwa i Gospodarki Żywnościowej. Po odejściu z parlamentu powrócił do działalności gospodarczej i rolnej.

## Odznaczenia
- Brązowy Krzyż Zasługi (1988)
- Medal 40-lecia Polski Ludowej (1984)[1]